# 邻苯二甲酸二异丁酯
邻苯二甲酸二异丁酯（Diisobutyl phthalate，DIBP）可由异丁醇和邻苯二甲酸酐进行酯化反应来制备。结构式为C6H4(COOCH2CH(CH3)2)2。折射率为1.488－1.492（20 ℃，D）。
DIBP是无味增塑剂，有极好的热和光稳定性，是用於硝化纤维的最廉价的增塑剂。DIBP的密度和冰点都比DBP（邻苯二甲酸二丁酯，CAS No.：84-74-2）低。具有与DBP相似的特性，可作为其替代品。
DIBP用於硝化纤维素塑料、指甲油、爆炸材料、漆制造并与甲基丙烯酸甲酯一同应用。

## 腳注
1. ↑  指甲彩繪業者鄰苯二甲酸酯類可能暴露危害 的存檔，存档日期2014-04-19. - 勞工安全衛生研究所中文版>出版中心>勞工安全衛生簡訊，2010年10月